# Neopreptos marathusa
Neopreptos marathusa är en fjärilsart som beskrevs av Druce 1886. Neopreptos marathusa ingår i släktet Neopreptos och familjen Eupterotidae. Inga underarter finns listade i Catalogue of Life.